# Анн (лунный кратер)
Кратер Анн (лат. Ann) — маленький кратер в районе пика Брэдли в горах Апеннины на видимой стороне Луны. Название дано по ивритскому женскому имени и утверждено Международным астрономическим союзом в 1976 г.

## Описание кратера
Ближайшими соседями кратера являются кратеры Майкл и Патриция на юго-востоке, далее на юго-востоке располагается борозда Брэдли. Селенографические координаты центра кратера 25°07′ с. ш. 0°03′ з. д. / 25,11° с. ш. 0,05° з. д., ширина — 2,5×1,3 км, глубина 0,5 км.

Как и несколько соседних кратеров, Анн имеет удлинённую форму и тянется параллельно ряду проходящих в окрестностях борозд. На восток от неё отходит цепочка из ещё нескольких маленьких кратеров. Высота вала над окружающей местностью составляет 110 м, объём кратера приблизительно 1,1 км3.

## Сателлитные кратеры
Отсутствуют.